# PGC 83677
PGC 83677 è una galassia lenticolare (Sa) situata nella costellazione della Chioma di Berenice alla distanza di oltre 280 milioni di anni luce dalla Terra. Fa parte dell'Ammasso della Chioma (Abell 1656)
È una galassia di Seyfert 1 con al centro un buco nero supermassiccio che emette raggi X altamente energetici e raggi ultravioletti.

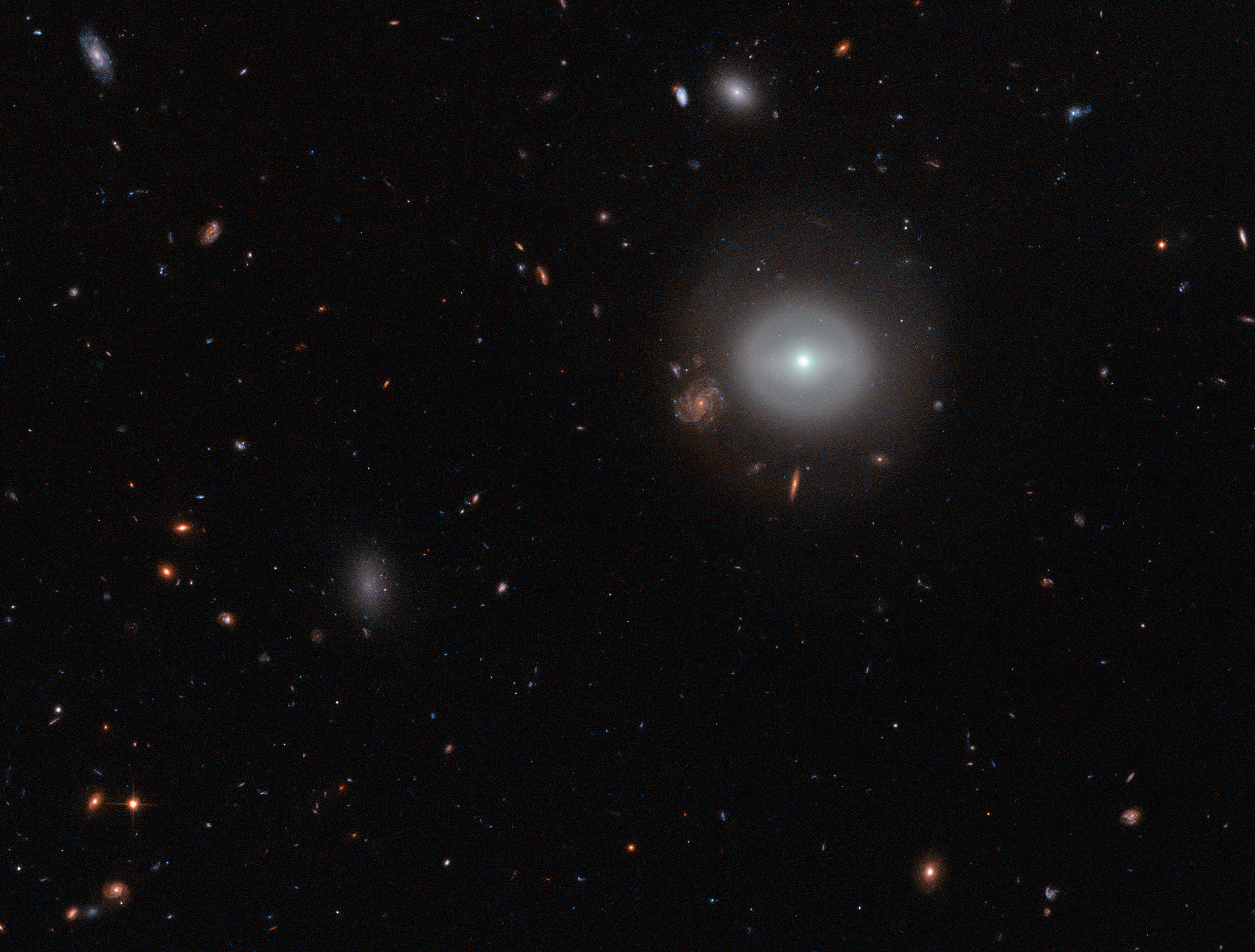
PGC 83677